# 1894 dans le catholicisme
Chronologie du catholicisme
- 1890
- 1891
- 1892
- 1893
- 1894
- 1895
- 1896
- 1897
- 1898

Cet article présente les faits marquants de l'année 1894 dans le catholicisme.

## Évènements
- 18 mai : Création de 6 cardinaux par Léon XIII
- 25 au 29 juillet : Congrès eucharistique international à Reims.

## Naissances
- 2 janvier : Raymond Lane, prélat et missionnaire américain, évêque de Fushun, précédemment évêque titulaire d'Hypèpes (de) († 31 juillet 1974)
- 8 janvier : Saint Maximilien Kolbe, prêtre franciscain polonais, mort en martyr à Auschwitz († 14 août 1941)
- 9 janvier : Bienheureux Charles Lampert, prêtre, résistant au nazisme et martyr autrichien († 13 novembre 1944)
- 3 février : Blasius Kurz, prélat franciscain et missionnaire allemand, préfet de Lingling († 13 décembre 1973)
- 18 février : Bienheureuse Marie-Joséphine de Jésus crucifié, religieuse carmélite italienne († 14 mars 1948)
- 30 mars : Corentin Cloarec, prêtre franciscain et résistant français assassiné († 28 juin 1944)
- 1er avril : Paul Pierre Méouchi, cardinal libanais, patriarche maronite d'Antioche († 11 janvier 1975)
- 5 avril : Manuel García Nieto, prêtre jésuite, prédicateur et vénérable espagnol († 13 avril 1974)
- 26 avril : Jean Boulier, prêtre et intellectuel engagé français († 22 janvier 1980)
- 1er mai : Bienheureuse Marie Restitute Kafka, religieuse, opposante au nazisme et martyre autrichienne († 30 mars 1943)
- 7 mai : Francis Brennan, cardinal américain de la Curie, précédemment archevêque titulaire de Tubunae-en-Maurétanie († 2 juillet 1968)
- 11 mai : Edgar Anton Häring, prélat et missionnaire allemand, évêque de Shuozhou, précédemment évêque titulaire d'Anthédon (de) († 25 juillet 1971)
- 18 mai : Hildebrand Gregori, prêtre italien, fondateur des Sœurs réparatrices de la Sainte Face de Notre Seigneur Jésus Christ, vénérable († 12 novembre 1985)
- 20 mai : Robert Devreesse, prêtre, historien et bibliothécaire français († 16 août 1978)
- 12 juin : Joseph Péters, prêtre et résistant belge exécuté († 1er juillet 1943)
- 14 juin : Franz Michel Willam, prêtre, théologien et écrivain autrichien († 18 janvier 1981)
- 3 juillet : Jaime de Barros Câmara, cardinal brésilien, archevêque de Rio de Janeiro († 18 février 1971)
- 12 juillet : Henri Brault, prélat français, évêque de Saint-Dié († 11 juillet 1964)
- 17 juillet : Georges Lemaître, prêtre, astronome et physicien belge à l'origine de la théorie du Big Bang († 20 juin 1966)
- 9 août : Joseph Urtasun, prélat français, archevêque d'Avignon († 24 février 1980)
- 5 septembre : Alfred Keller, prêtre français, célèbre pour avoir fondé la « Cité du Souvenir » à Paris, précurseur de l'action sociale en France († 9 avril 1986)
- 14 septembre : Pierre-Marie Théas, prélat français, évêque de Tarbes et Lourdes, Juste parmi les nations († 3 avril 1977)
- 16 octobre : Martin Lucas (de), prélat néerlandais, diplomate du Saint-Siège et archevêque titulaire d'Adulis (de) († 3 mars 1969)
- 23 octobre : Georges Cabana, prélat canadien, archevêque de Sherbrooke († 6 février 1986)
- 17 novembre : Hermann Joseph Vell, prêtre allemand, résistant au nazisme († 19 juillet 1965)
- 26 novembre : James Charles McGuigan, cardinal canadien, archevêque de Toronto († 8 avril 1974)
- 1er novembre : Bienheureux Charles Lopez Vidal, laïc militant de l'Action catholique et martyr espagnol († 6 août 1936)
- 23 novembre : Joseph Marcadé, prélat français, évêque de Laval († 7 mai 1959)
- 2 décembre : Bienheureux Marie-Eugène de l'Enfant-Jésus, prêtre carme français, fondateur de l'Institut Notre-Dame de Vie († 27 mars 1967)
- 13 décembre : René Fontenelle, prélat français de la Curie († 27 mars 1957)

## Décès
- 4 janvier : Jean-Joseph Faict, prélat belge, évêque de Bruges (° 22 mai 1813)
- 1er février : Luigi Serafini, cardinal italien de la Curie (° 6 juin 1808)
- 9 février : Jacques Marie Trichaud, prêtre, enseignant et historien français (° 8 juillet 1823)
- 28 février : Bienheureuse Marie Henriette Dominici, religieuse italienne, cofondatrice des Sœurs de Sainte-Anne de Turin (° 10 octobre 1829)
- 9 mars : 
  - Francesco Ricci Paracciani, cardinal italien de la Curie (° 8 juin 1830)
  - Léon-Benoit-Charles Thomas, cardinal français, archevêque de Rouen (° 30 mai 1826)
- 12 mars : Oswald van den Berghe, prêtre belge (° 25 octobre 1834)
- 4 avril : Bienheureux Giuseppe Benedetto Dusmet, cardinal italien, archevêque de Catane (° 15 août 1818)
- 8 mai : Bienheureuse Clara Fey, religieuse allemande, fondatrice des Sœurs du Pauvre Enfant Jésus (° 11 avril 1815)
- 24 mai : Henri-Jean Feye, prêtre et canoniste néerlandais (° 19 novembre 1820)
- 18 juin : Albin Dunajewski, cardinal polonais, évêque de Cracovie (° 1er mars 1817)
- 29 juillet : Saint Louis Martin, père de Sainte Thérèse de Lisieux (° 22 août 1823)
- 14 août : Augustin Crampon, prêtre, traducteur et exégète (° 4 février 1826)
- 21 août : Bienheureuse Victoire Rasoamanarivo, laïque malgache (° 1848)
- 30 août : Albert Bruneau, prêtre français, missionnaire au Canada, condamné à mort dans une affaire de meurtre (° 23 février 1861)
- 19 novembre : Sébastien Couanier de Launay, prêtre et historien français (° 21 janvier 1821)
- 29 novembre : Zeferino González y Díaz Tuñón, cardinal espagnol, archevêque de Séville (° 28 janvier 1831)
- 31 décembre : Isidore Colombert, prélat français, missionnaire au Vietnam (° 19 mars 1838)